# 능동중학교 (경남)
능동초등학교(陵洞中學校)는 대한민국 경상남도 김해시 삼문동에 있는 공립 중학교이다.

## 학교 연혁
- 2003년 3월 1일 : 능동중학교 설립인가 및 개교(3학급)
- 2006년 3월 1일 : 특수학급 개설
- 2022년 3월 1일 : 제12대 이동욱 교장 부임
- 2023년 2월 10일 : 제18회 졸업식(10학급 303명, 총 졸업생수 5,907명)
- 2023년 3월 2일 : 제21회 입학식(10학급 298명)

## 참고 자료
- 능동중학교 - 한국교육학술정보원 학교알리미